# Robak (film 2007)
Robak (in. tytuł Fobia; ang. Bug) – film z 2007 r., horror, thriller, wyreżyserowany przez Williama Friedkina.

## Obsada
| Aktor             | Rola         |
| ----------------- | ------------ |
| Ashley Judd       | Agnes White  |
| Michael Shannon   | Peter Evans  |
| Harry Connick Jr. | Jerry Goss   |
| Lynn Collins      | R.C.         |
| Brían F. O’Byrne  | Dr. Sweet    |
| Luca Foggiano     | Pizza Harris |